# Ефіопія (античність)

Карта світу за Геродотом.

Ефіо́пія, або Айтіопі́я (дав.-гр. Αἰθιοπία, Aithiopía, «засмаглолиций, брунатний»; лат. Aethiopia) — в античності регіон у Східній Африці, переважно Верхів'я Нілу, а також певні південні райони Сахарської пустелі. Був населений ефіопами, які з грецькими міфами почорніли через те, що біля них колись промчався на сонячній колісниці безумний Фаетон. Вперше згадується у працях Гомера: двічі в «Іліаді» й тричі в «Одіссеї». Геродот розташовує її південніше Лівії.